# Pamela Behr
Pamela Behr (ur. 21 września 1956 w Bad Hindelang) – niemiecka narciarka alpejska, srebrna medalistka mistrzostw świata.

## Kariera
W zawodach Pucharu Świata zadebiutowała w sezonie 1970/1971. Pierwsze punkty wywalczyła 19 stycznia 1972 roku w Grindelwald, gdzie zajęła ósme miejsce w slalomie. Na podium zawodów tego cyklu pierwszy raz stanęła 17 marca 1972 roku w Pra Loup, kończąc rywalizację w slalomie na drugiej pozycji. W zawodach tych rozdzieliła Francuzkę Danièle Debernard i swą rodaczkę, Rosi Mittermaier. W kolejnych startach jeszcze cztery razy stawała na podium, za każdym razem w slalomie: 9 grudnia 1972 roku w Val d’Isère wygrała, 2 stycznia 1973 roku w Mariborze i 17 grudnia 1975 roku w Cortina d’Ampezzo była druga, a 19 stycznia 1977 roku w Schruns zajęła trzecie miejsce. W sezonie 1972/1973 zajęła jedenaste miejsce w klasyfikacji generalnej, a w klasyfikacji slalomu była czwarta.
Wystartowała na igrzyskach olimpijskich w Sapporo w 1972 roku, gdzie zajęła 36. miejsce w zjeździe, 25. w gigancie i 6. w slalomie. Podczas rozgrywanych cztery lata później igrzysk w Innsbrucku była piąta w slalomie. Brała też udział w slalomie na igrzyskach olimpijskich w Lake Placid w 1980 roku, ale nie ukończyła rywalizacji. W 1978 roku zdobyła srebrny medal w slalomie na mistrzostwach świata w Garmisch-Partenkirchen, plasując się między dwiema Austriaczkami: Leą Sölkner i Monikę Kaserer. Była też między innymi dziesiąta w tej samej konkurencji podczas mistrzostw świata w Sankt Moritz w 1974 roku.

## Osiągnięcia

### Igrzyska olimpijskie
| Miejsce | Dzień     | Rok  | Miejscowość | Konkurencja | Czas biegu | Strata | Zwyciężczyni       |
| ------- | --------- | ---- | ----------- | ----------- | ---------- | ------ | ------------------ |
| 36.     | 5 lutego  | 1972 | Sapporo     | Zjazd       | 1:36,68    | +7,54  | Marie-Theres Nadig |
| 25.     | 8 lutego  | 1972 | Sapporo     | Gigant      | 1:29,90    | +5,97  | Marie-Theres Nadig |
| 6.      | 11 lutego | 1972 | Sapporo     | Slalom      | 1:31,24    | +3,03  | Barbara Cochran    |
| 5.      | 11 lutego | 1976 | Innsbruck   | Slalom      | 1:30,54    | +1,77  | Rosi Mittermaier   |
| DNF1    | 23 lutego | 1980 | Lake Placid | Slalom      | 1:25,09    | -      | Hanni Wenzel       |

### Mistrzostwa świata
| Miejsce | Dzień     | Rok  | Miejscowość            | Konkurencja | Czas biegu | Strata     | Zwyciężczyni          |
| ------- | --------- | ---- | ---------------------- | ----------- | ---------- | ---------- | --------------------- |
| 36.     | 5 lutego  | 1972 | Sapporo                | Zjazd       | 1:36,68    | +7,54      | Marie-Theres Nadig    |
| 25.     | 8 lutego  | 1972 | Sapporo                | Gigant      | 1:29,90    | +5,97      | Marie-Theres Nadig    |
| 6.      | 11 lutego | 1972 | Sapporo                | Slalom      | 1:31,24    | +3,03      | Barbara Cochran       |
| 11.     | 11 lutego | 1972 | Sapporo                | Kombinacja  | 25,64 pkt  | +82,36 pkt | Annemarie Moser-Pröll |
| 10.     | 8 lutego  | 1974 | Sankt Moritz           | Slalom      | 1:34,63    | +3,60      | Hanni Wenzel          |
| 5.      | 11 lutego | 1976 | Innsbruck              | Slalom      | 1:30,54    | +1,77      | Rosi Mittermaier      |
| 2.      | 3 lutego  | 1978 | Garmisch-Partenkirchen | Slalom      | 1:24,85    | +0,48      | Lea Sölkner           |
| DNF1    | 23 lutego | 1980 | Lake Placid            | Slalom      | 1:25,09    | -          | Hanni Wenzel          |

### Puchar Świata

#### Miejsca w klasyfikacji generalnej
- sezon 1971/1972: 15.
- sezon 1972/1973: 11.
- sezon 1974/1975: 29.
- sezon 1975/1976: 16.
- sezon 1976/1977: 19.
- sezon 1977/1978: 33.
- sezon 1978/1979: 33.
- sezon 1979/1980: 53.

#### Miejsca na podium w zawodach
1. Pra Loup – 17 marca 1972 (slalom) – 2. miejsce
2. Val d’Isère – 9 grudnia 1972 (slalom) – 1. miejsce
3. Maribor – 2 stycznia 1973 (slalom) – 2. miejsce
4. Cortina d’Ampezzo – 17 grudnia 1975 (slalom) – 2. miejsce
5. Schruns – 19 stycznia 1977 (slalom) – 3. miejsce